# NGC 6461
NGC 6461 (również PGC 60659 lub UGC 10954) – galaktyka spiralna (Sab), znajdująca się w gwiazdozbiorze Smoka. Odkrył ją Lewis A. Swift 18 września 1884 roku. W bazie SIMBAD jako NGC 6461 błędnie skatalogowano galaktykę PGC 60631.